# Zhang Shuo
Zhang Shuo (kinesiska: 章硕; pinyin: Zhāng Shuò), född den 5 januari 1984 i Shenyang, Kina, är en kinesisk gymnast.
Hon tog OS-silver i rytmisk gymnastik för trupper i samband med de olympiska gymnastiktävlingarna 2008 i Peking.